# Jasmonidy

Jasmonian metylu

β-Jasmonidy (jasmoniany) – grupa organicznych związków chemicznych, do której zalicza się kwas jasmonowy, jasmonian metylu, kwas kukurbinowy (będący zredukowaną pochodną kwasu jasmonowego) oraz kilka stereoizomerów tych związków wykazujących aktywność biologiczną. Struktura jasmonidów jest podobna do prostaglandyn (hormonów zwierzęcych).
Pierwszym poznanym jasmonidem był jasmonian metylu, wyodrębniony z olejku zapachowego kwiatu jaśminu i rozmarynu w roku 1962. Drugim związkiem był kwas jasmonowy wyodrębniony z grzyba Botryodiplodia theobromae w 1971 r. Jasmonidy zostały sklasyfikowane jako regulatory wzrostu w latach 80. XX w.

## Biosynteza jasmonidów
Kwas α-linolenowy (18-węglowy nienasycony kwas tłuszczowy) zostaje przekształcony przez lipoksygenazę do wodoronadtlenku kwasu lipolenowego (13-HLPA, z ang. 13-hydroperoxylinolenic acid), który w reakcji katalizowanej przez cyklazę wodorotlenkową zostaje przekształcony w kwas 12-oksofitodienowy (12-oxo-PDA). Produkt ten ulega redukcji pod wpływem specyficznej reduktazy, a następnie wchodzi w szlak β-oksydacyjny (potrzebne są trzy obroty spirali oksydacyjnej). Powstały produkt – kwas (+)-7-izojasmonowy ulega odwracalnej epimeryzacji do kwasu (−)-jasmonowego.

## Działanie
- Hamują wzrost korzenia oraz hipokotyla, hamują powstawanie tkanki kalusowej, kiełkowanie ziaren pyłku, zarodników grzybów i nasion niespoczynkowych, których głównym materiałem zapasowym jest skrobia np. : kiełkowanie nasion Xanthium pennsylvanicum zostaje całkowicie zatrzymane przy stężeniach kwasu jasmonowego rzędu 0,1 mM.
- Hamują embriogenezę, tworzenie się pąków kwiatowych[3].
- Hamują aktywność procesów fotosyntezy.
- Hamują syntezę lub aktywność karboksylazy-1,5-bisfosforybozy (rubisco).
- Przyspieszają starzenie się liści, powstawanie warstwy odcinającej i opadanie liści[3].
- Hamują kiełkowanie nasion, w których materiałem zapasowym jest skrobia[3][2].
- Hamują kiełkowanie nasion nieznajdujących się w stanie spoczynku głębokiego i stymulują nasiona w głębokim spoczynku[4].
- Stymulują dojrzewanie owoców[3].
- Stymulują rozpad chlorofilu.
- Stymulują biosyntezę białek zapasowych liści i nasion.
- Stymulują syntezę inhibitorów proteinaz.
- Stymulują syntezę białek o niepoznanych funkcjach.
- Stymulują oddychanie liści i fotorespirację.
- Stymulują zamykanie się aparatów szparkowych[3].
- Pełnią rolę pośredników w reakcjach na stres i w mechanizmach obronnych roślin; wzrost ich stężenia w tkankach jest jedną z pierwszych odpowiedzi rośliny na stres[3].
- W wyniku mechanicznego uszkodzenia tkanek roślin, np. przez owady, zachodzi wzmożona synteza jasmonidów i następuje aktywacja lub indukcja biosyntezy enzymów odpowiedzialnych za gromadzenie się fitoaleksyn i inhibitorów proteinaz, które blokują aktywność proteinaz owadzich, uniemożliwiając tym samym dostęp owadów do roślinnych białek.
- Indukują syntezę wtórnych metabolitów roślinnych, np. alkaloidów.
- Stymulują syntezę lipooksygenaz, białek bogatych w reszty glicyny i hydroksyproliny, oraz niektórych niskocząsteczkowych białek z grupy LEA.
- Kwas jasmonowy aktywuje ekspresję genów kodujących niektóre białka obronne, np. osmotyny, oraz enzymy szlaku fenylopropanoidowego biorące udział w biosyntezie fitoaleksyn.